# Birk Irving
Birk Irving (Englewood, 26 de julio de 1999) es un deportista estadounidense que compite en esquí acrobático, especialista en la prueba de halfpipe.
Ganó una medalla de bronce en el Campeonato Mundial de Esquí Acrobático de 2021. Adicionalmente, consiguió dos medallas en los X Games de Invierno.
Participó en los Juegos Olímpicos de Pekín 2022, ocupando el quinto lugar en su especialidad.

## Medallero internacional
| Año  | Lugar                  | Medalla           | Prueba   |
| ---- | ---------------------- | ----------------- | -------- |
| 2021 | Aspen (Estados Unidos) | Medalla de bronce | Halfpipe |

| X Games de Invierno | X Games de Invierno    | X Games de Invierno | X Games de Invierno |
| Año                 | Lugar                  | Medalla             | Prueba              |
| ------------------- | ---------------------- | ------------------- | ------------------- |
| 2021                | Aspen (Estados Unidos) | Medalla de bronce   | Superpipe           |
| 2023                | Aspen (Estados Unidos) | Medalla de plata    | Superpipe           |